# Ajos Joanis Malundas
Ajos Joanis Malundas (gr. Άγιος Ιωάννης Μαλούντας) – wieś w Republice Cypryjskiej, w dystrykcie Nikozja. W 2011 roku liczyła 472 mieszkańców.